# Горгиладзе, Мария Евсихиевна
Мария Евсихиевна Горгиладзе (1926 год, село Натанеби, Озургетский уезд, ССР Грузия — неизвестно, село Натанеби, Махарадзевский район, Грузинская ССР) — звеньевая колхоза имени Берия Махарадзевского района, Грузинская ССР. Герой Социалистического Труда (1951).

## Биография
Родилась в 1926 году в крестьянской семье в селе Натанеби Озургетского уезда (сегодня — Озургетский муниципалитет). Окончила местную сельскую школу. Трудовую деятельность начала в годы Великой Отечественной войны на чайной плантации колхоза имени Берия (с 1953 года — колхоз имени Ленина) Махарадзевского района, председателем которого был Василий Виссаринович Джабуа. В послевоенное время возглавляла комсомольско-молодёжное звено чаеводов. За выдающиеся трудовые достижения по итогам работы в 1948 году была награждена Орденом Ленина.
В 1950 году звено под её руководством собрало в среднем с каждого гектара по 8573 килограммов сортового чайного листа с площади 3,6 гектара. Указом Президиума Верховного Совета СССР от 23 июля 1951 года удостоена звания Героя Социалистического Труда за «получение в 1950 году высоких урожаев сортового зелёного чайного листа» с вручением ордена Ленина и золотой медали «Серп и Молот» (№ 6090).
Этим же Указом званием Героя Социалистического Труда были награждены труженики колхоза имени Берия, в том числе бригадиры Валерьян Алексеевич Бабилодзе, Дмитрий Несторович Баканидзе, Иван Кириллович Горгиладзе, Касьян Павлович Тавадзе, Владимир Илларионович Центерадзе, Василий Геронтиевич Чавлейшвили, звеньевые Пармен Кириллович Тавадзе, Тамара Самсоновна Центерадзе, колхозницы Александра Теопиловна Болквадзе, Александра Самсоновна Гобронидзе.
После выхода на пенсию проживала в родном селе Натанеби Махарадзевского района.
Награды
- Герой Социалистического Труда
- Орден Ленина — дважды (29.08.1949; 1951)